# Liguilla Pre-Libertadores de América de 1979
La Liguilla Pre-Libertadores de América de 1979 fue la sexta edición del Torneo Liguilla Pre-Libertadores de América, correspondiente a la temporada 1979 del fútbol uruguayo. A pesar de ello, el torneo se disputó durante enero de 1980, tal cual era habitual.
La función del torneo era encontrar a los equipos clasificados para la próxima edición de la Copa Libertadores de América. Por segunda vez, el campeón fue el Club Atlético Defensor. Por su parte, Nacional también logró la clasificación y a posteriori sería el campeón de América.

## Participantes
Los clasificados fueron los 5 mejor posicionados del Uruguayo 1979: Peñarol, Nacional, Fénix, Defensor y River (en ese orden); además de Danubio.

## Desarrollo
En la última fecha, disputada el 28 de enero de 1980, jugaron el clásico Nacional y Peñarol, y aunque empatando los tricolores eran campeones, vencen los aurinegros por 2 a 1. A su vez, Defensor vence a Danubio 1 a 0, e iguala la línea de Nacional, por lo que se debió jugar una final. Allí fue triunfo, título y clasificación a la Libertadores para el violeta.
Restaba definir la otra clasificación: en Nacional había asumido recientemente una nueva directiva presidida por Dante Iocco. Luego del fracaso en estos últimos partidos, se aleja Pedro Dellacha y la nueva CD designa de urgencia al exfutbolista Juan Martín Mugica como técnico y al Profesor Esteban Gesto como preparador físico para enfrentar el partido desempate ante Peñarol.
Mugica realiza algunos cambios en el planteo (impone la marcación hombre a hombre por toda la cancha) y en el equipo (coloca como titulares a tres veteranos del 71 que estaban en el club: Juan Carlos Blanco, Espárrago y Morales); y de esa forma, elimina a Peñarol por 2 a 0 con goles de Julio César Morales. Esta historia es el comienzo de la campaña de Nacional en 1980 que finalizaría levantando la Copa Intercontinental en Japón.

### Posiciones
| Puesto | Equipo      | Pts | PJ | PG | PE | PP | GF | GC | Dif |
| ------ | ----------- | --- | -- | -- | -- | -- | -- | -- | --- |
| 1°     | Defensor    | 7   | 5  | 2  | 3  | 0  | 7  | 3  | 4   |
| 2°     | Nacional    | 7   | 5  | 3  | 1  | 1  | 9  | 6  | 3   |
| 3°     | Peñarol     | 6   | 5  | 2  | 2  | 1  | 6  | 5  | 1   |
| 4°     | River Plate | 5   | 5  | 2  | 1  | 2  | 8  | 4  | 4   |
| 5°     | Danubio     | 3   | 5  | 1  | 1  | 3  | 5  | 10 | -5  |
| 6°     | Fénix       | 2   | 5  | 1  | 0  | 4  | 5  | 12 | -7  |

|  | Deben desempatar por el título.                                                 |
|  | Clasifica al repechaje por la segunda clasificación (por ser campeón uruguayo). |

### Final
Defensor y Nacional, disputaron un partido final de desempate, para definir al campeón.
|  | Defensor | 1:0 | Nacional | Estadio Centenario, Montevideo |  |

| Uruguay                                     |
| Campeón Liguilla 1979 Defensor 2.do título. |

### Desempate por la segunda clasificación
Peñarol, por ser el campeón uruguayo, tenía derecho a jugar un partido de repesca en caso de no lograr la clasificación, enfrentando al segundo de la Liguilla, Nacional.
| 4 de febrero de 1980 | Nacional                | 2:0 | Peñarol | Estadio Centenario, Montevideo |  |
|                      | Julio César Morales (2) |     |         |                                |  |

Nacional segundo clasificado a la Copa Libertadores 1980.

## Clasificados a laCopa Libertadores 1980
- Defensor
- Nacional